# Kalendarium historii Republiki Środkowoafrykańskiej

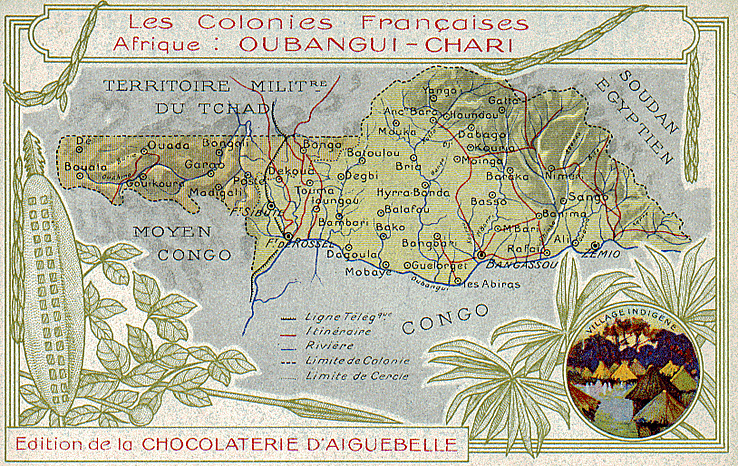
Ubangi-Szari

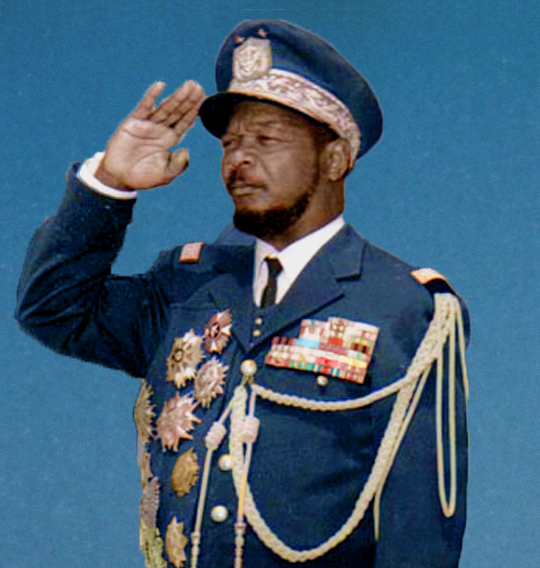
Jean-Bédel Bokassa

Kalendarium historii Republiki Środkowoafrykańskiej – uporządkowany chronologicznie, począwszy od czasów najdawniejszych aż do współczesności, wykaz dat i wydarzeń z historii Republiki Środkowoafrykańskiej oraz jej krain historycznych.

## Czasy sprzed niepodległości
- XVI w. – migracje ludów Baja i Banda na terenach obecnej Republiki Środkowoafrykańskiej[1]
- 1904 – założono kolonię Ubangi-Szari[1]
- 1910 – kolonia Ubangi-Szari została włączona w skład Francuskiej Afryki Równikowej[1]
- 1911–1915 – zachodnia część obecnej Republiki Środkowoafrykańskiej została włączona w skład niemieckiego Kamerunu[1]
- 1928 – odbyła się rewolta Bajów[1]
- lata 30. XX w. – rozpoczęto wydobywanie diamentów oraz uprawę kawy i bawełny[1]
- 1944 – otrzymanie przez kolonię ograniczonej autonomii[1]
- 1949 – założenie w Ubangi-Szari Ruchu Rozwoju Społecznego Czarnej Afryki MESAN[1]
- 1 grudnia 1958 – w wyniku referendum powstała autonomiczna Republika Środkowoafrykańska w składzie Wspólnoty Francuskiej. Prezydentem został Barthélemy Boganda[1]
- 1959 – śmierć Bogandy, władzę objął David Dacko[1]
- 1959 – uchwalenie konstytucji[1]
- 13 sierpnia 1960 – Republika Środkowoafrykańska uzyskała niepodległość[1]

## Pierwsze rządy Dacko
- listopad 1962 – powołanie systemu jednopartyjnego[1]
- styczeń 1966 – Jean-Bédel Bokassa dokonał zamachu stanu i objął władzę w kraju[1]

## Rządy Bokassy

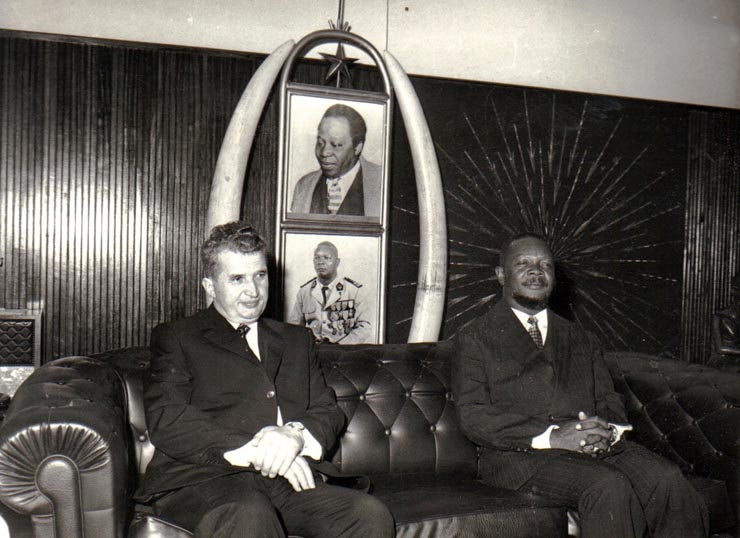
Jean-Bédel Bokassa i Nicolae Ceaușescu

- sierpień 1967 – Bokassa stanął na czele MESAN[1]
- 1972 – Bokassa otrzymał tytuł dożywotniego prezydenta[1]
- 1976 – doradcą Bokassy został Dacko[1]
- grudzień 1976 – Bokassa proklamował Cesarstwo Środkowoafrykańskie i mianował się cesarzem Bokassą I[1]
- 17–19 kwietnia 1979 – protesty uczniów i studentów, które zostały krwawo stłumione[1]
- 1979 – założono Środkowoafrykański Związek Demokratyczny[1]
- listopad 1979 – obalenie rządu Bokassy przez francuską armię. Władzę ponownie przejął David Dacko[1]

## Drugie rządy Dacko
- 1980–1981 – legalizacja większości partii politycznych[1]
- styczeń 1981 – przyjęto nową konstytucję[1]
- marzec 1981 – wybory parlamentarne[1]
- marzec 1981 – wybory parlamentarne[1]
- listopad 1981 – zamach stanu, władzę objął Wojskowy Komitet Odnowy Narodowej z gen. André Kolingbą na czele. Zawieszono konstytucję, rozwiązano parlament i zakazano działalności partii politycznych[1]

## Rządy Kolingby
- 1986 – wprowadzono nową konstytucję legalizującą system jednopartyjny[1]
- 1987 – założono Środkowoafrykańskie Zrzeszenie Demokratyczne[1]
- 1991 – przywrócono system wielopartyjny i urząd premiera[1]

## Rządy Patassé

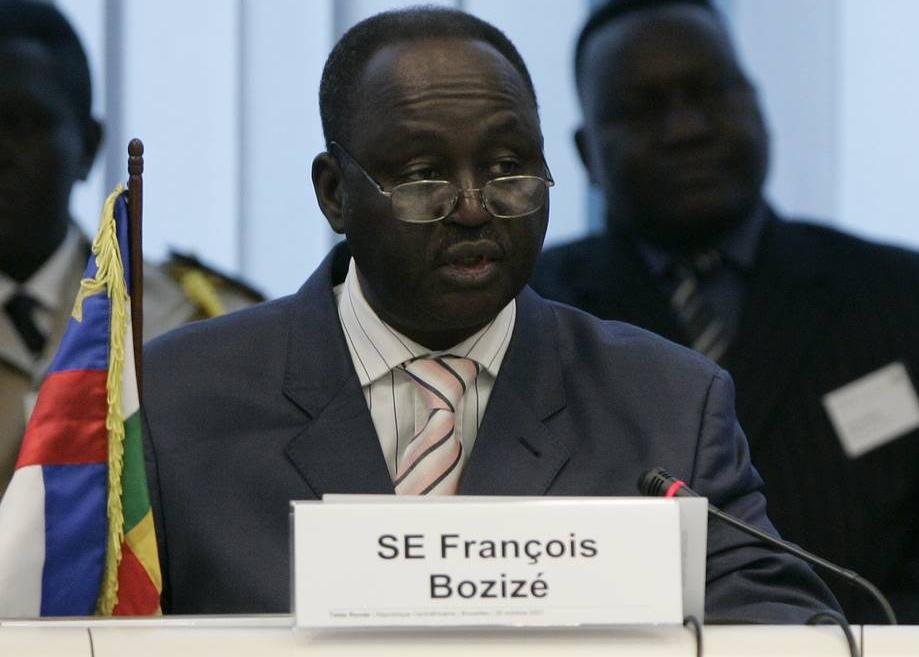
François Bozizé

- 1993 – wybory prezydenckie i parlamentarne, premierem został Ange-Félix Patassé[1]
- styczeń 1995 – wprowadzono nową konstytucję[1]
- 1996 – pierwszy bunt armii[1]
- 1997 – drugi bunt armii[1]
- 1998 – powołanie przez Radę Bezpieczeństwa ONZ sił międzynarodowych w celu przywrócenia stabilności wewnętrznej w państwie[1]
- grudzień 1998 – wybory parlamentarne[1]
- 2000 – zakończono misję ONZ[1]
- grudzień 2000 – demonstrację antyrządowe wywołane brakiem wypłat w sektorze publicznym[1]
- 2001 – przeprowadzono przez Kolingbę nieudanego zamachu stanu[1]
- 2001 – przeprowadzono kolejną próbę zamachu stanu, Patassé otrzymuje wsparcie od Libii i Konga[1]
- 15 marca 2003 – przeprowadzono udany zamach stanu podczas nieobecności Patasségo w państwie[1]

## Rządy Bozizé

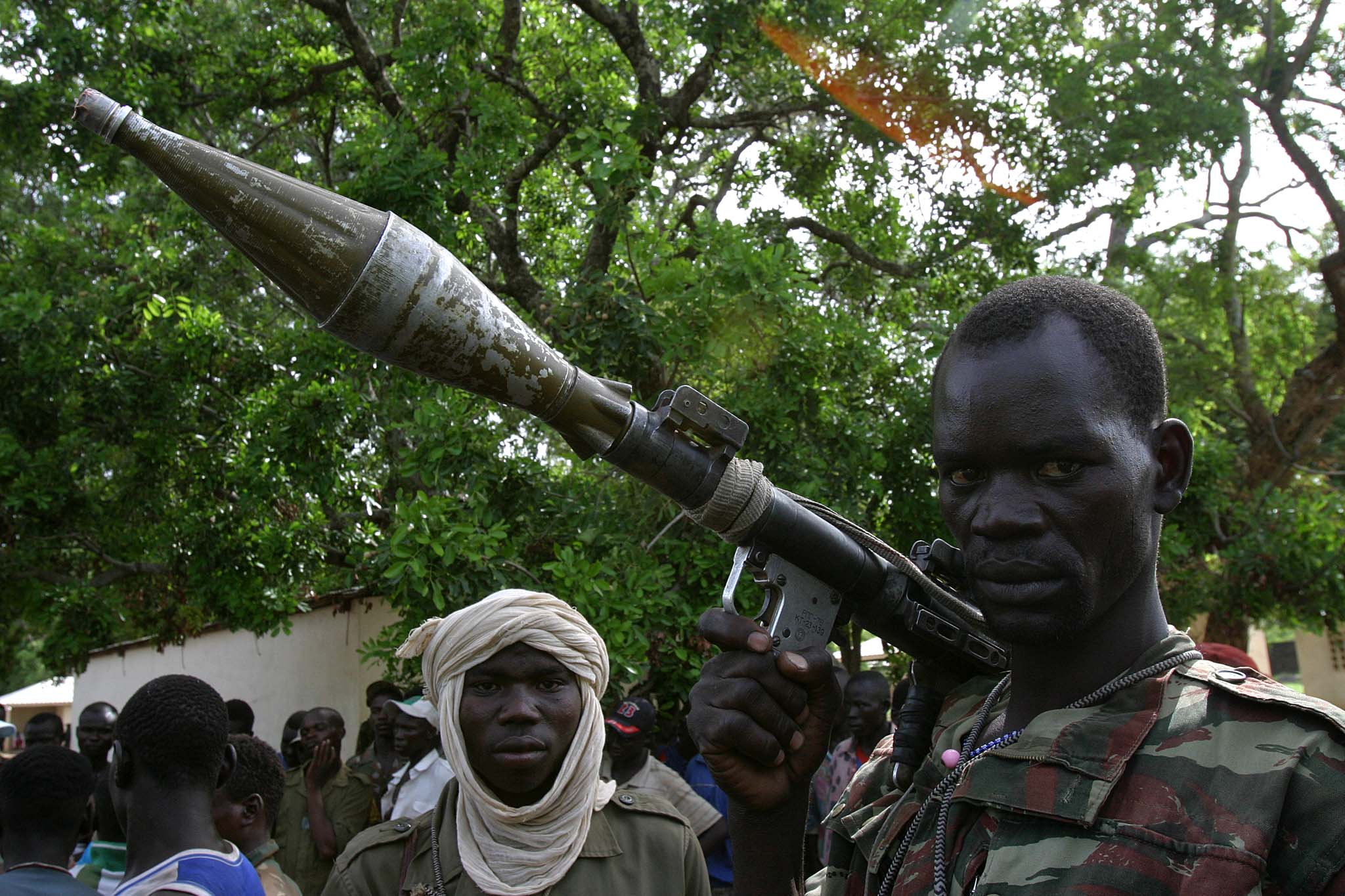
Rebelianci z 2007 roku

- 2003 – François Bozizé objął władzę w kraju[1]
- kwiecień 2003 – utworzono Tymczasową Radę Narodową, która do czasu wyborów do nowego parlamentu objęła władzę w kraju oraz misję przygotowania nowej konstytucji[1]
- październik 2003 – Bozizé rozpoczął rozmowy pokojowe w celu wyeliminowania rebelii i buntów w państwie[1]
- grudzień 2004 – przyjęto nową konstytucję[1]
- marze 2005 – wybory prezydenckie, do drugiej tury doszli ówczesny prezydent Bozizé oraz Martin Ziguélé[1]
- maj 2005 – François Bozizé wygrał wybory prezydenckie[1]

## Historia najnowsza

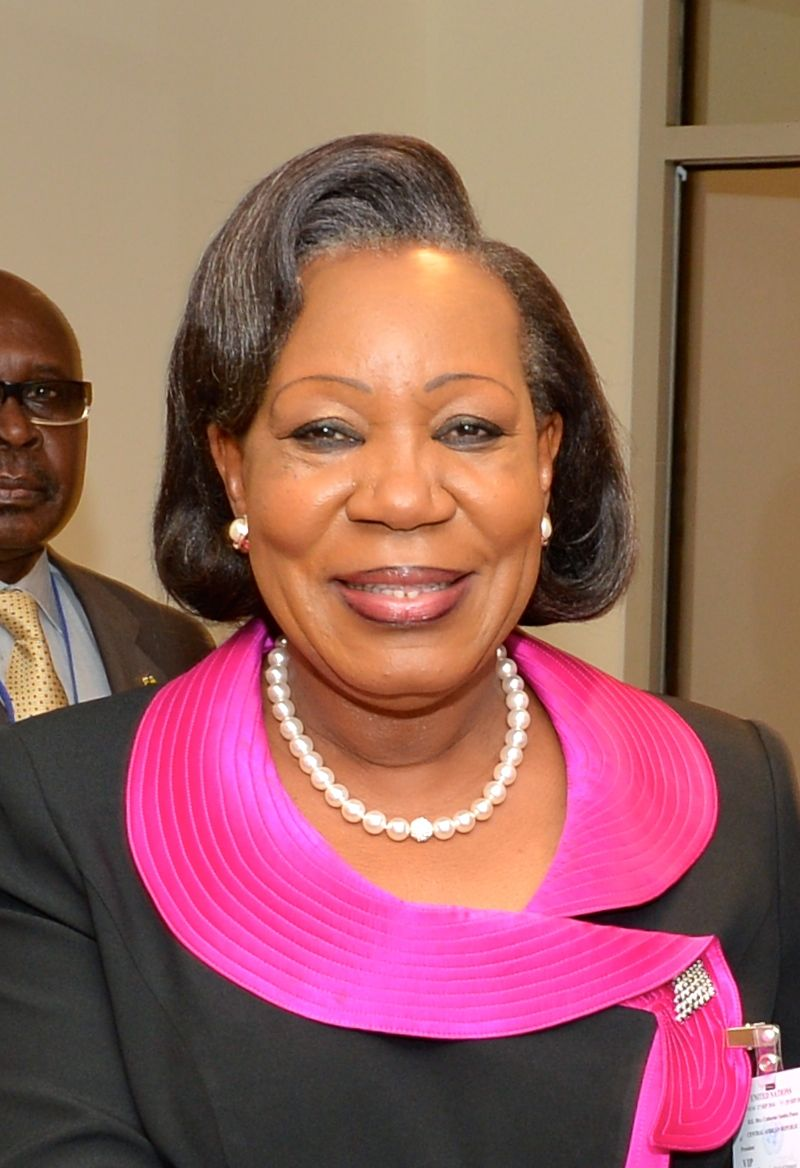
Catherine Samba-Panza

- 2012 – muzułmańscy rebelianci z ruchu Seleka przy wsparciu najemników z Czadu i Sudanu oraz zbiegłych więźniów rozpoczęli antyrządową ofensywę[2]
- marzec 2013 – obalenie rządu Bozizé, przejęcie władzy przez Michela Djotodie[3]
- grudzień 2013 – w wyniku walk w okolicach Bangi zginęło prawie tysiąc osób[3]
- grudzień 2013-czerwiec 2014 – grupa czternastu francuskich żołnierzy znajdujących się w Republice Środkowoafrykańskiej dokonała serii przestępstw seksualnych na dzieciach[4].
- 12–13 października 2014 – porwano księdza Mateusza Dziedzica przez Front Demokratyczny. Porywacze w zamian za wypuszczenie kapłana zażądali wypuszczenia z więzienia przywódcy rebeliantów[5].
- 26 listopada 2014 – uwolnienie księdza Mateusza Dziedzica[6]
- 28 listopada 2014 – wypuszczono z więzienia lidera Frontu Demokratycznego[6]
- 19 stycznia 2015 – w Republice Środkowoafrykańskiej porwano francuską przedstawicielkę katolickiej organizacji charytatywnej. Porywacze w zamian za uwolnienie żądali zwolnienia z więzienia Rodrigue Ngaibona[7]
- 23 stycznia 2015 – uwolnienie francuskiej przedstawicielki katolickiej organizacji charytatywnej przez milicję chrześcijańską[7]
- 5 maja 2015 – UNICEF wraz ze zbrojnymi grupami działającymi w RŚA porozumiała się w sprawie uwolnienia dzieci walczących w szeregach rebeliantów[8]